# 狭叶竹叶草
狭叶竹叶草（学名：Oplismenus patens var. angustifolius）为禾本科求米草属下的一个变种。